# Paradou AC
Paradou Athletic Club (în arabă نادي أتليتيك بارادو), cunoscut sub numele de Paradou AC sau simplu PAC, este un club de fotbal algerian care reprezintă cartierul Paradou din comuna Hydra, în competițiile fotbalistice. În prezent echipa concurează în prima ligă, primul nivel fotbalistic din Algeria.